# Funningurs kommun
Funningurs kommun (danska: Funding kommune och färöiska: Funnings kommuna) var en kommun på ön Eysturoy på Färöarna, som sedan kommunreformen 2009 ingår i Runavíks kommun.
I Funningurs kommun fanns endast en by, Funningur.